# Sulz am Neckar
Sulz am Neckar és una població del districte de Rottweil a Baden-Württemberg, Alemanya. Es troba a la riba del riu Neckar. Està a una altitud de 443 m i té una població de 12.496 habitants (2007)

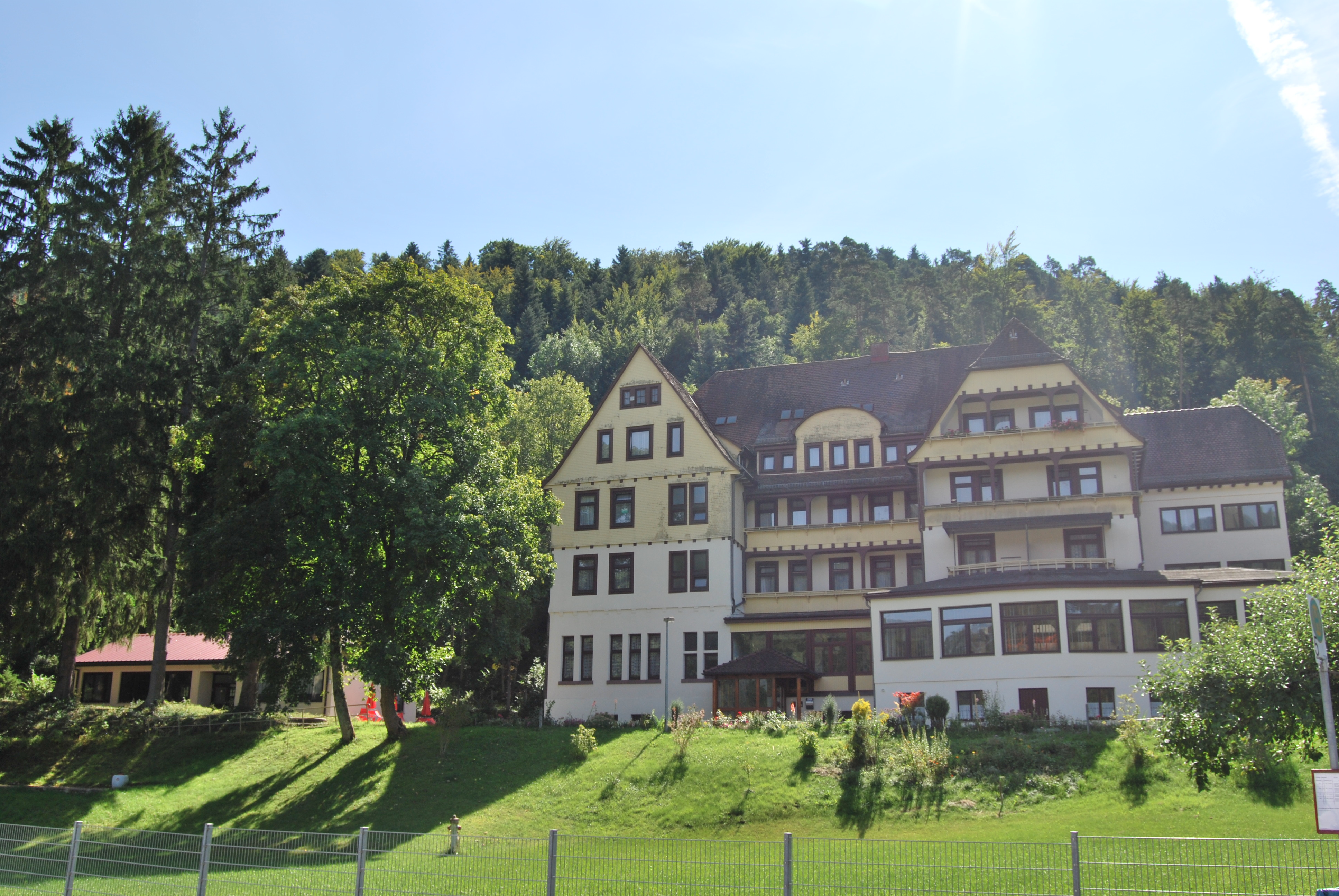
Església baptista a Neckar.

## Història
L'any 74 els romans hi construïren un castell, anys després els germànics expulsaren els romans. Es creu que el nom de Sulz prové de les seves fonts salades que eren les úniques de la regió. La primera menció (Sulza) és de l'any 790. Va ser destruïda perl les guerres civils i dels Trenta Anys. A principi de segle xix Sulz perdé el seu primer lloc com exportadora de sal.

## Persones famoses de Sulz am Neckar
- Friedrich August von Alberti, geòleg
- Evelyne Marie France Neff, Polític
- Gustav Bauernfeind (1848–1904), Pintor
- Richard Schmid (1899–1986), advocat i polític (SPD membre de la Resistència alemanya
- Carl Reinhold August Wunderlich (1815–77), psiquiatre.